# Додома (регион)
Додома е един от 26-те региона на Танзания. Разположен е в централната част на страната. Площта на региона е 41 310 км². Населението му е 2 083 588 жители (по преброяване от август 2012 г.). Регион Додома заема около 5% от цялата площ на страната. Столица на региона е град Додома – столицата на Танзания.
Регионът произвежда бобови растения, житни растения, фъстъци, кафе, чай и тютюн. Едър рогат добитък също се отглежда и продава.

## Окръзи
Регион Дар ес Салаам е разделен на 5 окръга: Додома - градски, Додома - селски, Кондоа, Мпвапва и Конгва.